# 選任
| ウィキペディアには「選任」という見出しの百科事典記事はありません（タイトルに「選任」を含むページの一覧/「選任」で始まるページの一覧）。 代わりにウィクショナリーのページ「選任」が役に立つかもしれません。 |